# Shelby County (Iowa)
Das Shelby County ist ein County im US-amerikanischen Bundesstaat Iowa. Im Jahr 2020 hatte das County 11.746 Einwohner und eine Bevölkerungsdichte von 7,7 Einwohnern pro Quadratkilometer. Der Verwaltungssitz (County Seat) ist Harlan, benannt nach James Harlan, einem früheren US-Senator und US-Innenminister.

## Geografie
Das County liegt im Osten von Iowa, ist im Osten etwa 45 km vom Missouri River entfernt, der die Grenze zu Nebraska bildet. Es hat eine Fläche von 1532 Quadratkilometern, wovon ein Quadratkilometer Wasserfläche ist.
Durchflossen wird das Shelby County von Norden nach Süden vom West Nishnabotna River, der über den Nishnabotna River und den Missouri zum Stromgebiet des Mississippi gehört.
An das Shelby County grenzen folgende Nachbarcountys:
|                 | Crawford County      | Carroll County |
| Harrison County |                      | Audubon County |
|                 | Pottawattamie County | Cass County    |

## Geschichte

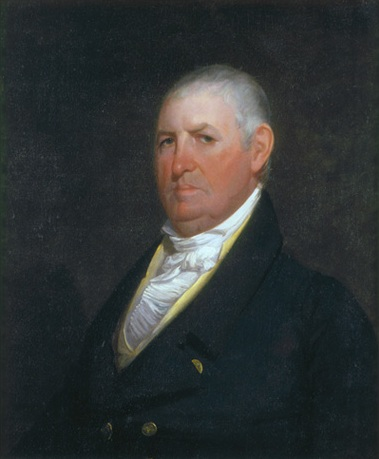
I. Shelby

Das Shelby County wurde am 15. Januar 1851 als Originalcounty gebildet. Benannt wurde es nach General Isaac Shelby (1750–1826), einem Helden im amerikanischen Revolutionskrieg und erstem Gouverneur von Kentucky (1792–1796, 1812–1816).
Am 4. Februar 1855 wurde Shelbyville als Sitz der Countyverwaltung festgelegt. Im April 1859 wurde es dann Harlan. Ein Jahr später wurde das erste Gerichtsgebäude errichtet. 1898 wurde der Bau des zweiten Gerichtsgebäudes, dieses Mal aus Stein und dreistöckig, in Auftrag gegeben und 1892 fertiggestellt. 1978 wurde das Gebäude grundlegend renoviert und dient noch heute als Gerichtsgebäude.

## Bevölkerung
Nach der Volkszählung im Jahr 2010 lebten im Shelby County 12.167 Menschen in 5070 Haushalten. Die Bevölkerungsdichte betrug 7,9 Einwohner pro Quadratkilometer. In den 5070 Haushalten lebten statistisch je 2,37 Personen.
Ethnisch betrachtet setzte sich die Bevölkerung zusammen aus 97,9 Prozent Weißen, 0,3 Prozent Afroamerikanern, 0,2 Prozent amerikanischen Ureinwohnern, 0,4 Prozent Asiaten sowie aus anderen ethnischen Gruppen; 0,7 Prozent stammten von zwei oder mehr Ethnien ab. Unabhängig von der ethnischen Zugehörigkeit waren 1,8 Prozent der Bevölkerung spanischer oder lateinamerikanischer Abstammung.
23,6 Prozent der Bevölkerung waren unter 18 Jahre alt, 55,5 Prozent waren zwischen 18 und 64 und 20,9 Prozent waren 65 Jahre oder älter. 51,2 Prozent der Bevölkerung war weiblich.
Das jährliche Durchschnittseinkommen eines Haushalts lag bei 44.085 USD. Das Prokopfeinkommen betrug 22.389 USD. 10,0 Prozent der Einwohner lebten unterhalb der Armutsgrenze.

## Ortschaften
Inkorporierte Citys und nicht inkorporierte Census-designated places (CDP):
| Ort          | Einwohner 2010 | Einwohner 2020 | Typ  |
| ------------ | -------------- | -------------- | ---- |
| Harlan       | 5106           | 4893           | City |
| Elk Horn     | 662            | 601            | City |
| Shelby1      | 641            | 727            | City |
| Earling      | 437            | 397            | City |
| Irwin        | 341            | 319            | City |
| Defiance     | 284            | 245            | City |
| Panama       | 221            | 235            | City |
| Portsmouth   | 195            | 182            | City |
| Westphalia   | 127            | 126            | City |
| Kirkman      | 64             | 56             | City |
| Tennant      | 68             | 78             | City |
| Jacksonville | 30             | 29             | CDP  |
| Corley       | 26             | 31             | CDP  |

1 – teilweise im Pottawattamie County

Von der Volkszählung nicht separat erfasste Unincorporated Communities:
- Botna
- Red Line

## Gliederung
Das Shelby County ist in 16 Townships eingeteilt:
| Township          | Einwohner (2010) | FIPS     |
| ----------------- | ---------------- | -------- |
| Cass Township     | 447              | 19-90513 |
| Center Township   | 446              | 19-90627 |
| Clay Township     | 933              | 19-90693 |
| Douglas Township  | 272              | 19-91062 |
| Fairview Township | 255              | 19-91305 |
| Greeley Township  | 205              | 19-91731 |
| Grove Township    | 173              | 19-91791 |
| Jackson Township  | 268              | 19-92160 |

| Township            | Einwohner (2010) | FIPS     |
| ------------------- | ---------------- | -------- |
| Jefferson Township  | 537              | 19-92256 |
| Lincoln Township    | 371              | 19-92610 |
| Monroe Township     | 251              | 19-92991 |
| Polk Township       | 141              | 19-93447 |
| Shelby Township     | 906              | 19-93834 |
| Union Township      | 722              | 19-94266 |
| Washington Township | 456              | 19-94560 |
| Westphalia Township | 678              | 19-94689 |

Die Stadt Harlan gehört keiner Township an.